# Містобудівна документація
Містобудівна́ документа́ція — затверджені текстові і графічні матеріали, якими регулюється планування, забудова та інше використання територій.